# Dielsia
Dielsia é um género botânico pertencente à família Restionaceae.